# Witanki
Witanki [pronunciación en polaco: /viˈtaŋki/] es un pueblo ubicado en el municipio (gmina) de Liw, en el condado de Węgrów, voivodato de Mazovia. Según el censo de 2011, tiene una población de 125 habitantes.
Está situado aproximadamente a 12 kilómetros al sur de Węgrów y a 74 kilómetros al este de Varsovia.